# Monteskue
Monteskue es una entidad de población española del municipio de Tolosa, perteneciente a la provincia de Guipúzcoa, en la comunidad autónoma del País Vasco. En 2023, la entidad singular de población tenía empadronados 183 habitantes.